# ジェネリックコーポレーション
株式会社ジェネリックコーポレーション（Generic Corporation Co.,Ltd.）は、コンタクトレンズの通信販売を手掛けている企業。シンシアの100%子会社。

## 概要
2011年8月に設立。「みんなのコンタクト」の名称でインターネットによるコンタクトレンズの通信販売を手掛けている。
2012年5月にはメガネスーパー（後のVHリテールサービス）から「アークスコンタクト」事業を譲受。2017年7月に小田急電鉄の完全子会社となった。
シンシアは2021年11月15日に、小田急電鉄が保有するジェネリックコーポレーション全株式を取得する事を発表。ジェネリックコーポレーションは同年11月22日にシンシアの完全子会社となったと同時に、小田急グループから離脱した。シンシア傘下入りと同時に、ブランド名も「小田急みんなのコンタクト」から「みんなのコンタクト」へ改められたと同時に、小田急ポイントカードによるポイント付与も終了した。
シンシアは、ジェネリックコーポレーションを子会社化した事で、新たな流通チャンネルの拡大を図る。

## 沿革
- 2011年8月2日 - 設立。
- 2012年5月14日 - メガネスーパー（後のVHリテールサービス）から「アークスコンタクト」事業を譲受。
- 2017年7月14日 - 小田急電鉄の完全子会社となる。
- 2021年11月22日 - 株式譲渡により、シンシアの完全子会社ととなる。